# Карам, Антуан
Антуан Карам (фр. Antoine Karam; род. 21 февраля 1950, Кайенна) — французский государственный и политический деятель из Гвианы. С 1992 по 2010 год являлся председателем Ассамблеи Гвианы. Работал сенатором, принадлежал к Социалистической и республиканской группе, а затем был связан с новым Съездом демократов, прогрессивной и независимой группой.

## Биография
Родился в семье отца-ливанца и матери из Сент-Люсии. Учился в средней школе Тьера в Марселе, затем получил степень магистра по истории рабства в Гвиане. Став учителем истории, Антуан Карам преподал, в частности, в колледже Пола Капеля.
С 1972 по 2002 год был муниципальным советником в Кайенне, региональным советником Гвианы (с 1983 по 1986 год и с 1992 по 2010 год). Также был генеральным советником Гвианы (кантон Кайенна-северо-восток) с 1985 по 2015 год.
Также возглавлял Легкоатлетическую лигу с 1977 по 1990 год: под его председательством увидел свет первый мини-марафон в Рошамбо/Кайенне (в то время Кубок Анри Бонёра), а также первые «Гвианские игры» (1 мая 1979 года).
Антуан Карам был избран во втором туре сенатором 28 сентября 2014 года.
Являлся членом Социалистической партии Гвианы.